# Mühlhausenský oltář

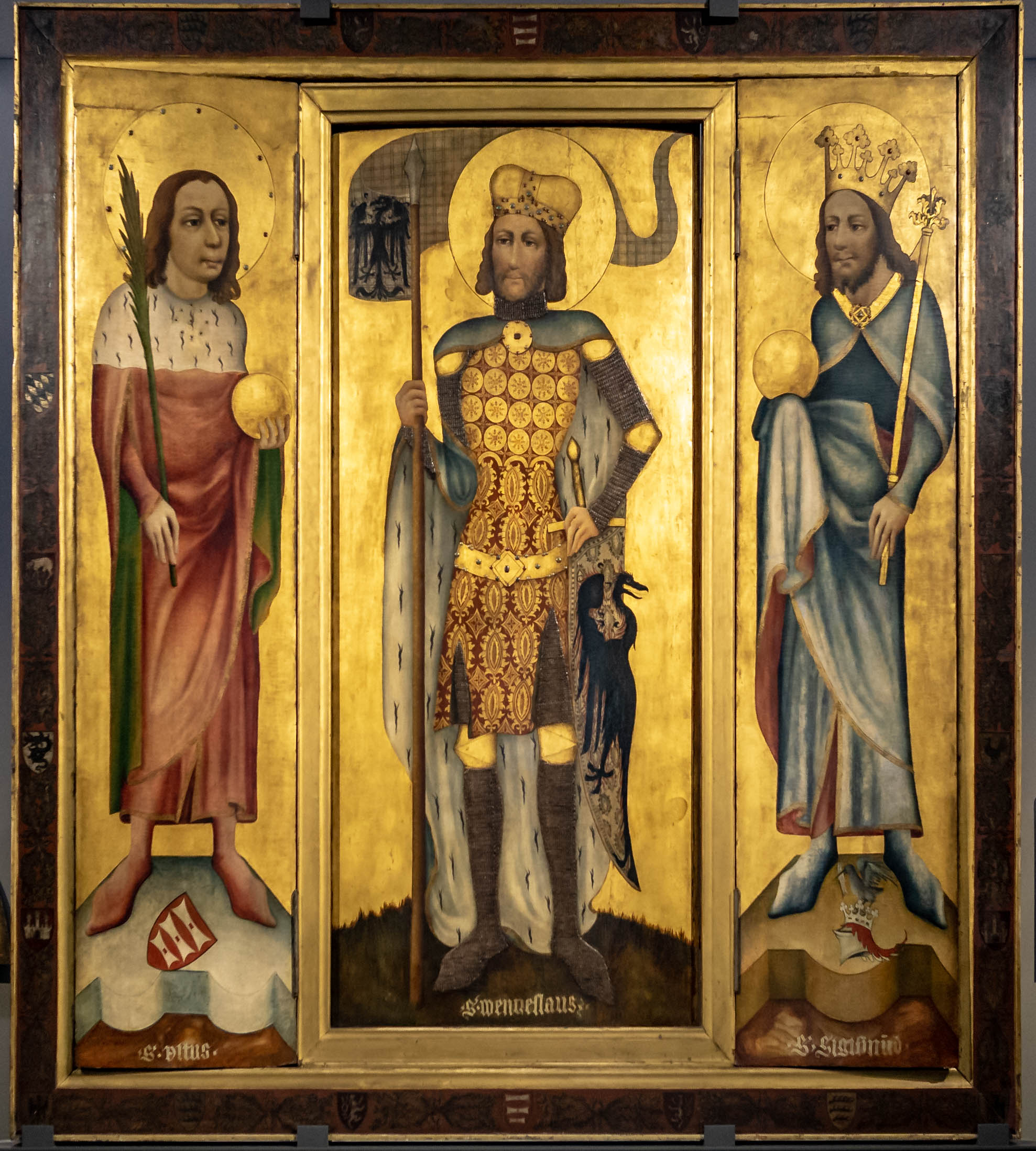
Mühlhausenský oltář

Mühlhausenský oltář (Mühlhausener Altar, též Prager Altar) je nejstarším českým gotickým křídlovým oltářem z doby kolem roku 1385, který se dochoval vcelku.

## Historie a popis
Oltář objednal pražský měšťan Reinhart na paměť svého bratra Eberharta, který zemřel v Praze r. 1380. Byl určen pro kostel sv. Víta v duryňském Mühlhausenu nedaleko Stuttgartu. Oltář daroval v den sv. Václava, 28. září 1385.
Jedná se o pětidílný deskový oltář, malovaný temperou na křídovém podkladě, na dřevěných deskách oboustranně potažených plátnem. Autor patří stylem malby do okruhu dílny Mistra Theodorika, ale absorboval také některé prvky z pozdějších uměleckých proudů 80. let. Nepatřil k okruhu dvorních umělců a reprezentuje méně dokonalou formu měšťanského umění.
Otevřený oltář představuje tři patrony české země: vlevo sv. Víta jako mučedníka s palmovým listem, sv. Václava uprostřed jako vévodu v drátěném brnění, s praporcem a štítem a vpravo sv. Zikmunda jako císaře s korunou, žezlem a jablkem.
Na zavřených křídlech oltáře jsou vlevo Bolestný Kristus s klečícím donátorem a vpravo Ukřižování s Marií a sv. Janem. Uprostřed dole jsou Marie a anděl Zvěstování, nahoře Sponsa (Marie jako nebeská nevěsta) a Sponsus (Kristus jako královský ženich). Všechny obrazy mají jednotné rumělkově červené pozadí s rosetami.
Zadní strana oltáře má uprostřed scénu Ukřižování a po stranách klečící donátory Reinharta a Eberharta.
Obr: 
Oltář je ve sbírce Staatsgalerie Stuttgart. Nejde o stejnojmenný mariánský oltář z doby kolem roku 1500 (Mühlhausener Altar), který je v katedrále v Bambergu a zobrazuje Pannu Marii na půlměsíci jako královnu nebes.